# Dustin Moskovitz
Dustin Moskovitz (22 de maio de 1984) é um dos co-fundadores do Facebook, juntamente com Eduardo Saverin, Chris Hughes e Mark Zuckerberg.
Em março de 2010 Forbes classificou como o mais jovem bilionário do mundo com base em sua participação de 7,6% no Facebook. Ele é oito dias mais jovem que Zuckerberg.

## Carreira

### Facebook
Quatro pessoas, três dos quais eram companheiros de quarto (Zuckerberg, Eduardo Saverin, Chris Hughes, e Moskovitz) fundaram Facebook em seu quarto do dormitório da Universidade Harvard em fevereiro de 2004. Originalmente chamado "thefacebook.com", foi concebido como um diretório online de todos os alunos de Harvard para ajudar os alunos residenciais identificar membros de outras residências. Em junho de 2004, Mark Zuckerberg e Moskovitz moraram um ano fora de Harvard e se mudou da base do Facebook de operações para Palo Alto, Califórnia, e a contratação de oito funcionários. Eles mais tarde, juntaram-se a Sean Parker. No Facebook, Moskovitz foi diretor de tecnologia da empresa primeiro chefe e vice-presidente de engenharia; ele levou a equipe técnica e supervisionou a arquitetura principal do site, bem como sendo responsável pela estratégia móvel da empresa e desenvolvimento.

### Depois do Facebook
30 de outubro de 2011, Dustin Moskovitz deixou o Facebook para fundar sua própria companhia. Moskovitz estava na rede social desde o começo, quando o site era uma página restrita a alunos da Universidade Harvard. Ele ajudou Zuckerberg a fundar a empresa quando os dois ainda eram alunos da universidade. Moskovitz trabalhava com a parte técnica do portal, com ferramentas internas e estratégia.
O executivo leva com ele o engenheiro Justin Rosenstein, que também trabalhava no Facebook desde 2007, depois de uma passagem pelo Google. Os dois vão fundar uma empresa que vai desenvolver sistemas de computação voltados para a produtividade nas empresas.
A nova empresa recebeu alguma atenção para dar aos seus engenheiros US$ 10 000 para gastar na melhoria do equipamento em suas mesas.

## Representações na mídia

### A Rede Social
Moskovitz é interpretado no filme A Rede Social pelo ator Joseph Mazzello. Respondendo a uma pergunta sobre Quora, Moskovitz disse que o filme", enfatiza coisas que não importam (como os irmãos Winklevoss, que [sic] Eu ainda nunca encontrei mesmo e não teve parte no trabalho que fizemos para criar o site ao longo dos últimos 6 anos) e deixa de fora as coisas que realmente fez (como muitas outras pessoas em nossas vidas no momento, que nos apoiaram de inúmeras formas)".